# 2 Tuff Tony
Tony Borcherding (nascido em 6 de Junho de 1974) é um lutador de wrestling estadunidense mais conhecido pelo seu ring name 2 Tuff Tony. Tony já lutou na Independent Wrestling Association Mid-South, Combat Zone Wrestling, Big Japan Pro Wrestling, e atualmente na Juggalo Championship Wrestling.